# Václav Klaus
Václav Klaus (phát âm tiếng Séc: [ˈvaːtslaf ˈklaus]; sinh ngày 19 tháng 6 năm 1941) là chính trị gia và nhà kinh tế người Séc, ông là Tổng thống Cộng hòa Séc thứ 2 từ năm 2003 đến năm 2013. Ông còn là Thủ tướng thứ 2 và cuối cùng của Cộng hoà Xã hội chủ nghĩa Séc trong Cộng hoà Liên bang Séc và Slovakia, từ tháng 7 năm 1992 cho đến sự tan rã của Tiệp Khắc vào tháng 1 năm 1993, và cũng là Thủ tướng đầu tiên của Cộng hoà Séc độc lập từ năm 1993 đến năm 1998.